# Invariantnost
Invariantnost je v matematiki in teoretični fiziki lastnost fizikalnih količin, ki se kaže v tem, da ostane njena vrednost nespremenjena pri transformacijah. Količina, ki ima to lastnost, se imenuje invarianta.

## Zgledi invariantnih količin
Zgledi invarantne količine so energija ter komponente gibalne in vrtilne količine. Prav tako je invarianta hitrost svetlobe za Lorentzevo transformacijo in čas za Galilejevo transformacijo. Veliko transformacij je pravzaprav samo premik med opazovalnimi sistemi različnih opazovalcev. V skladu z izrekom Noetherjeve invariantnost predstavlja ohranitvene zakone. Tako invariantnost v premiku vodi do zakona o ohranitvi gibalne količine, invariantnost v času pa do zakona o ohranitvi energije. 